# Okręg wyborczy nr 15 do Sejmu Polskiej Rzeczypospolitej Ludowej (1989–1991)
Okręg wyborczy nr 15 do Sejmu Polskiej Rzeczypospolitej Ludowej (1989–1991) obejmował Inowrocław oraz gminy Barcin, Białe Błota, Dąbrowa, Dąbrowa Biskupia, Gąsawa, Gniewkowo, Inowrocław (gmina wiejska), Janikowo, Janowiec Wielkopolski, Jeziora Wielkie, Kcynia, Kruszwica, Łabiszyn, Mogilno, Nowa Wieś Wielka, Pakość, Rogowo, Rojewo, Solec Kujawski, Strzelno, Szubin, Trzemeszno, Złotniki Kujawskie i Żnin (województwo bydgoskie). W ówczesnym kształcie został utworzony w 1989. Wybieranych było w nim 4 posłów w systemie większościowym.
Siedzibą okręgowej komisji wyborczej był Inowrocław.

## Wybory parlamentarne 1989

### Mandat nr 57 –Polska Zjednoczona Partia Robotnicza
| Kandydat | I tura | I tura | II tura | II tura |
| Kandydat | Głosów | %      | Głosów  | %       |
| --- | ------ | ------ | ------- | ------- |
| Anna Bańkowska                                                                                                  | 26 748 | 21,75  | 44 873  | 38,91   |
| Eugeniusz Foss                                                                                                  | 15 399 | 12,52  | 37 857  | 32,83   |
| Jerzy Żurawicz                                                                                                  | 10 899 | 8,86   | —       | —       |
| Wacław Słowiński                                                                                                | 9031   | 7,34   | —       | —       |
| Tadeusz Szymański                                                                                               | 6751   | 5,49   | —       | —       |
| Edmund Wiśniewski                                                                                               | 6415   | 5,22   | —       | —       |
| Edmund Kowalski                                                                                                 | 6327   | 5,15   | —       | —       |
| Stefan Ślimak                                                                                                   | 5414   | 4,40   | —       | —       |
| Liczba głosów ważnych: 122 979 (I tura) • 115 319 (II tura) Źródło: Państwowa Komisja Wyborcza I tura i II tura |        |        |         |         |

### Mandat nr 58 –Zjednoczone Stronnictwo Ludowe
| Kandydat | I tura | I tura | II tura | II tura |
| Kandydat | Głosów | %      | Głosów  | %       |
| --- | ------ | ------ | ------- | ------- |
| Zenon Bartkowiak                                                                                                | 21 321 | 17,62  | 42 700  | 36,82   |
| Jan Warjan | 11 158 | 9,22   | 48 032  | 41,41   |
| Ryszard Stanek                                                                                                  | 11 068 | 9,14   | —       | —       |
| Kazimierz Szeliga                                                                                               | 10 045 | 8,30   | —       | —       |
| Czesław Witczak                                                                                                 | 9785   | 8,16   | —       | —       |
| Józef Kłosowski                                                                                                 | 8676   | 7,17   | —       | —       |
| Wiesław Gałązka                                                                                                 | 8104   | 6,70   | —       | —       |
| Marek Pardo | 4391   | 3,63   | —       | —       |
| Hieronim Czarnowski                                                                                             | 3838   | 3,17   | —       | —       |
| Liczba głosów ważnych: 121 038 (I tura) • 115 981 (II tura) Źródło: Państwowa Komisja Wyborcza I tura i II tura |        |        |         |         |

### Mandat nr 59 – bezpartyjny
| Kandydat                                                          | Głosów | %     |
| ----------------------------------------------------------------- | ------ | ----- |
| Roman Bartoszcze                                                  | 92 132 | 64,78 |
| Teresa Orczykowska                                                | 27 147 | 19,09 |
| Lech Czarnecki                                                    | 12 377 | 8,70  |
| Liczba głosów ważnych: 142 215 Źródło: Państwowa Komisja Wyborcza |        |       |

### Mandat nr 60 – bezpartyjny
| Kandydat | I tura | I tura | II tura | II tura |
| Kandydat | Głosów | %      | Głosów  | %       |
| --- | ------ | ------ | ------- | ------- |
| Andrzej Wybrański                                                                                               | 51 577 | 41,33  | 63 527  | 55,62   |
| Jerzy Tokarski                                                                                                  | 19 385 | 15,53  | 41 366  | 36,22   |
| Maria Ratkowska                                                                                                 | 13 392 | 10,73  | —       | —       |
| Ryszard Fałszewicz                                                                                              | 9541   | 7,65   | —       | —       |
| Bartosz Winiecki                                                                                                | 7490   | 6,00   | —       | —       |
| Kazimierz Szymański                                                                                             | 6200   | 4,97   | —       | —       |
| Liczba głosów ważnych: 124 803 (I tura) • 114 210 (II tura) Źródło: Państwowa Komisja Wyborcza I tura i II tura |        |        |         |         |